# Constructions Jean Schmidlin
Constructions Jean Schmidlin war ein französischer Hersteller von Automobilen.

## Unternehmensgeschichte
Das Unternehmen aus Paris begann 1925 mit der Produktion von Automobilen. Der Markenname lautete Schmidlin. 1926 endete die Produktion.

## Fahrzeuge
Das einzige Modell war ein Kleinwagen. Für den Antrieb sorgte ein Vierzylinder-Einbaumotor von Ruby mit 985 cm³ Hubraum. Der Motor war vorne im Fahrzeug montiert und trieb über eine Kardanwelle die Hinterachse an. Das Getriebe verfügte über drei Gänge.